# Пфистер, Даниэль
Даниэль Пфистер (нем. Daniel Pfister; 7 декабря 1986, Швац, Австрия) — австрийский саночник, выступающий за сборную Австрии с 2003 года. Принимал участие в трёх зимних Олимпийских играх и лучший результат показал на играх в Ванкувере в 2010 году, заняв по итогам мужских одиночных заездов шестое место.
Даниэль Пфистер трижды получал подиум чемпионатов мира, в его послужном списке одна серебряная медаль (смешанная команда: 2009) и две бронзовые (одиночные мужские заезды: 2009, смешанная команда: 2007). Кроме того, Пфиштер является бронзовым призёром чемпионата Европы, проходившего в 2010 году в Сигулде.
В 2014 году Пфистер побывал на Олимпийских играх в Сочи, где финишировал пятнадцатым в мужской одиночной программе.
По совместительству служит в армии Австрии, в свободное от работы время любит играть в футбол.

## Ссылка
- Даниэль Пфистер — олимпийская статистика на сайте Sports-Reference.com (англ.)
- Профиль на сайте FIL  (англ.)
- Список всех призёров чемпионатов мира по санному спорту  (англ.)